# المؤتمر العالمي لمناهضة الرق

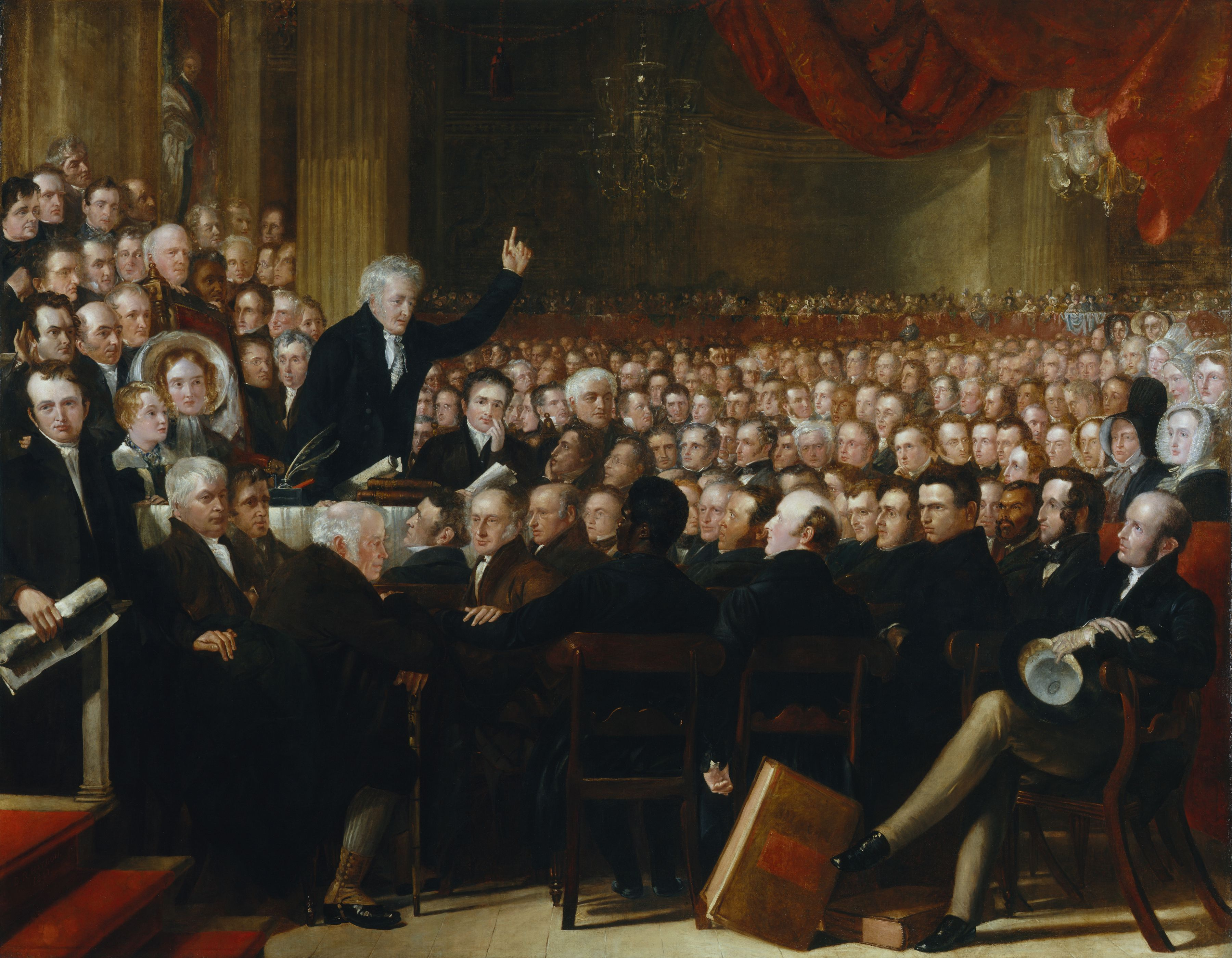

انعقد المؤتمر العالمي لمناهضة الرق لأول مرة في اكستر هول، لندن، في 12-23 يونيو 1840م. وقد نُظّم من قِبَل الجمعيات البريطانية والأجنبية لمكافحة الرق، بدعوة من جوزيف استيرج (Joseph Sturge) الناشط البريطاني المنتمي لجماعة الكويكرز الدينية لمناهضة الرق لاعتباره عملًا يخالف تعاليم المسيحية, و مؤسس المنظمة الدولية لمناهضة العبودية .وكان لاستبعاد النساء من حضور المؤتمر تداعيات مهمة أدت في النهاية إلى إنشاء حركة المطالبة بحق النساء في التصويت في انتخابات الولايات المتحدة الأمريكية.

## خلفية المؤتمر
أُنشِأت جمعية مناهضة تجارة الرقيق في بريطانيا عام 1787 على يد 12 رجلًا اجتمعوا معًا بهدف توعية العامة بانتهاكات تجارة الرقيق, مما أدى إلى وقف تجارة الرقيق الدولية عام 1807م، كما اتخذت الولايات المتحدة الأمريكية قرارًا بمنع تجارة الرقيق الأفريقية عام 1808م.
ثم حلت محلها جمعية مناهضة الرق عام 1823, والتي هدفت إلى منع مؤسسة الرق بالكامل داخل المستعمرات البريطانية, وقد وافق البرلمان على قانون إلغاء الرق عام 1833 (باستثناء الهند والتي كان الرق فيها جزء من ثقافة السكان الأصليين), وبهذا أصبح 800.000 شخص داخل المملكة البريطانية حرًا. واستمرت جمعية مناهضة الرق في عملها بهدف إلغاء الرق في الولايات المتحدة الأمريكية وبعض الدول الأخرى.
ونظرا للحاجة الواضحة للمجتمع للقيام بحملة لمكافحة الرق في جميع أنحاء العالم، تأسست الجمعية البريطانية والأجنبية لمكافحة الرق في عام 1839. [2] وكان من أول أعمالها هو إقامة المؤتمر العالمي لمناهضة الرق في عام 1840. وقد بدأت الاستعدادات لهذا الحدث عام 1839، عندما وزّعت الجمعية إعلان دعوة للوفود للمشاركة في المؤتمر. فحضر حوالي 200 من الوفود الرسمية البريطانية. وكانت الوفود الأمريكية هي ثاني أكبر مجموعة من الوفود من حيث العدد، بحوالي 50 مندوبًا. وحضر فقط عدد قليل من مندوبي الدول الأخرى.
وقد رُسمت لوحة كبيرة تحمل تفاصيل المؤتمر بكل حاضريه وحُفظت في المتحف القومي للوحات بلندن, واستمر إعدادها من عام 1840 وحتى العام التالي.

## مشاركة المرأة
انقسمت آراء الناشطين من الرجال حول تمكين النساء الناشطات اللاتي حضرن إلى لندن مع أزواجهن للمشاركة بالمؤتمر ومن بينهن لوسيريتيا موت (Lucretia Mott) و آن إيزابلا ملبانك وإليزابيث كادي ستانتون من المشاركة في فعاليات المؤتمر. فقد رحّب الفصيل الموالي للصحفي والناشط الأمريكي ويليم لويد جاريسون (William Lloyd Garrison) بمشاركة المرأة في أعمال المؤتمر, بينما عارض ذلك الفصيل الموالي للناشط الأمريكي لويس تابان (Lewis Tappan) حيث قام بإرسال رسالة للجمعية البريطانية والأجنبية لمناهضة الرق تعبر عن رأيهم في منع المرأة من المشاركة, وقد تم الموافقة على محتوى الرسالة وأُعلن قرار يتضمن اقتصار المشاركة على الرجال.
ورغم هذا القرار فقد حضرت مجموعة من النسوة الناشطات في مجال حقوق المرأة, وخصّص الجزء الأكبر من مناقشات اليوم الأول من المؤتمر للفصل في إمكانية استمرار حضور هؤلاء النسوة.
وازداد التواصل بين لوسيريا وإليزابيث وبعد مرور 10 أعوام عُقد المؤتمر القومي لحقوق المرأة في أمريكا لأول مرة عام 1850 كاعتراض منهن على منعهن من المشاركة والتصويت بالمؤتمر العالمي لمناهضة الرق , وأصبح انعقاده عادة سنوية لمناقشة حقوق المرأة في أمريكا, وبعد 100 عام أقيمت احتفالية بما حققته المرأة من تقدم وحصول على ما تستحقه من حقوق وذلك بالتزامن مع مئوية المؤتمر العالمي الذي مُنعت من حضوره والمشاركة فيه.

## الحضور
كان من بين النساء اللاتي حضرن فعاليات المؤتمر :
- السيدة ماري آن راوسون (Mary Anne Rawson)
- السيدة لوسي تاوسيند (Lucy Townsend)
- السيدة آن نايت (Anne Knight) رائدة الحركة النسوية
- السيدة إملي أوبي (Amelia Opie) الكاتبة ومؤلفة الروايات الرومانسية ومؤسسة جمعية النساء المناهضات للرق
- السيدة إليزالبيث فيز نيكول (Elizabeth Pease Nichol) الداعمة والمناضلة من أجل حق المرأة في الاقتراع وعضوة جمعيات مناهضة تعاطي الكحوليات والمسكرات وجمعيات نشر السلام العالمي ونزع السلاح.
- السيدة آن إيزابيلا بايرون (Anne Isabella Byron) زوجة اللورد بايرون أحد أعظم الشعراء البريطانيين.

بالإضافة للحضور من الرجال :
- سامويل باويلي (Samuel Bowly) رجل الأعمال البريطاني
- جورج برادبيرن (George Bradburn) السياسي الأمريكي الداعم لحقوق المرأة والذي كان أحد المعارضين لاستبعاد النساء من حضور المؤتمر
- ويليام آدم (William Adam) الوزير البريطاني
- ريتشارد آلين (Richard Allen) فاعل الخير والذي تبرع ب 20.000 يورو لمجاعة أيرلندا الكبرى
- إدوارد باينيس (Edward Baines) رئيس تحرير صحيفة بريطانية وعضو مجلس الشعب
- دانيال أوكونيل (Daniel O'Connell) الزعيم والسياسي الأيرلندي والمناضل من أجل حقوق الكاثوليك في أيرلندا والذي نفي لمدة 100 عام
- توماس كلاكسون (Thomas Clarkson) المتحدث الرئيسي في المؤتمر
- جونيش كوندور (Josiah Conder) مؤلف الكتب الرومانسية والأناشيد الشعبية الباقية حتى اليوم
- ناثانيل كلوفر (Nathaniel Colver) القس الأمريكي
- ويليام هاريس مارش (William Harris Murch) القس البريطاني
- جون كوبر (John Cropper) رجل الأعمال البريطاني والملقب بـ(أسخى رجل في ليفربول)
- فرانسيس أوغسطس كوكس (Francis Augustus Cox) القس البريطاني البارز وأحد مؤيدي بناء جامعة لندن
- وليام داويس (William Dawes) المهندس والمستكشف وعالم النبات والفلك
- فرنسوا أندري إيسامبيرت (François-André Isambert) السياسي والمحامي والمؤرخ الفرنسي
- ويليام مورجان (William Morgan) مؤلف العديد من الكتب عن الحريات

## مكتسبات
وقد طالبت اللجنة المنظمة للمؤتمر القس بنيامين جودوين(Benjamin Godwin) بتحضير وثيقة تتضمن أخلاقيات العبودية حسب المسيحية, فتضمنت الوثيقة إدانة العبودية ودعوة كافة رجال الأديان إلى طرد مؤيدي العبودية من أوساطهم, وقد قوبلت الوثيقة بالموافقة بالإجماع
قبول الاتفاقية بالإجماع ورقته التي إدانة الرق ولكن أيضا الزعماء الدينيين في العالم وكل المجتمع الذي فشل في إدانة هذه الممارسة. قررت الاتفاقية أن أكتب كل دين لهذا الرأي. ودعا كل الجماعات الدينية اتفاقية لإخراج أي أنصار العبودية من أوساطهم.
كما قام جورج وليام ألكسندر (George William Alexander ) عام 1839 بزيارة إلى السويد وهولندا برفقة جيمس وايتهورن (James Whitehorn) لمناقشة أوضاع العبيد في المستعمرات الهولندية ودولة جمهورية سورينام. حيث ذُكر أن هناك أكثر من 100،000 من العبيد داخل سورينام مع معدل استنزاف السنوي من عشرين في المائة. فأُعِدّت وثائق تحتج على على سياسة بعض ملوكها.
كما ألقى جوزيف بيز (Joseph Pease) خطابًا اتهم فيه الحكومة البريطانية بالتواطؤ لاستمرار الرق في الهند.